# José Guadalupe Martínez
José Guadalupe Martínez Álvarez (ur. 12 stycznia 1983 w León) – meksykański piłkarz występujący na pozycji bramkarza, obecnie zawodnik Tecos UAG.

## Kariera klubowa
Martínez jest wychowankiem zespołu Tecos UAG z siedzibą w mieście Guadalajara. W meksykańskiej Primera División zadebiutował 25 stycznia 2003 w przegranym 0:1 spotkaniu z Tigres UANL i w 33 minucie tej konfrontacji obronił rzut karny wykonywany przez Irênio Soaresa. Mimo udanego premierowego meczu w zespole Tecos pozostawał jedynie rezerwowym dla Mario Rodrígueza. Funkcję podstawowego golkipera drużyny pełnił podczas wiosennego sezonu Clausura 2004, kiedy to wystąpił w osiemnastu ligowych meczach, lecz już jesienią stracił miejsce w składzie na rzecz nowo pozyskanego Jesúsa Corony.
Wiosnę 2005 Martínez spędził na wypożyczeniu w drugoligowym Querétaro FC, gdzie szybko wywalczył sobie miejsce w wyjściowej jedenastce i wygrał z nim rozgrywki Primera A. Nie zaowocowało to jednak awansem do najwyższej klasy rozgrywkowej, ponieważ ekipa Querétaro w decydującym dwumeczu między zwycięzcą fazy Apertura i Clausura przegrała z San Luis. W sezonie 2005/2006 bez większych sukcesów reprezentował barwy Club Tijuana, także z drugiej ligi meksykańskiej. Latem 2007 na zasadzie rocznego wypożyczenia zasilił pierwszoligowego beniaminka Puebla FC – tam mimo początkowej regularnej gry po sześciu miesiącach został alternatywą dla Jorge Villalpando.
W lipcu 2008 Martínez powrócił do drużyny Querétaro i w roli pierwszego bramkarza wygrał z nią fazę Apertura, już po roku awansując do Primera División. Jego wypożyczenie z Tecos zostało przedłużone o rok, jednak podczas rozgrywek 2009/2010 był drugim golkiperem Querétaro, nie potrafiąc wygrać rywalizacji o miejsce w składzie z byłym reprezentantem Argentyny – Carlosem Bossio. Sezon 2010/2011 spędził na wypożyczeniach w drugiej lidze – pierwszą połowę w Universidad de Guadalajara, natomiast drugą w CD Irapuato. Z drugą z wymienionych ekip wygrał rozgrywki Clausury, jednak po porażce z Tijuaną nie awansował do pierwszej ligi.
| Sezon     | Klub                       | Kraj   | Rozgrywki        | Mecze | Bramki |
| --------- | -------------------------- | ------ | ---------------- | ----- | ------ |
| 2002/2003 | Tecos UAG                  | Meksyk | Primera División | 4     | 0      |
| 2003/2004 | Tecos UAG                  | Meksyk | Primera División | 27    | 0      |
| 2004/2005 | Tecos UAG                  | Meksyk | Primera División | 0     | 0      |
| 2004/2005 | Querétaro FC               | Meksyk | Liga de Ascenso  | 19    | 0      |
| 2005/2006 | Club Tijuana               | Meksyk | Liga de Ascenso  | 33    | 0      |
| 2006/2007 | Tecos UAG                  | Meksyk | Primera División | 0     | 0      |
| 2007/2008 | Puebla FC                  | Meksyk | Primera División | 18    | 0      |
| 2008/2009 | Querétaro FC               | Meksyk | Liga de Ascenso  | 38    | 0      |
| 2009/2010 | Querétaro FC               | Meksyk | Primera División | 7     | 0      |
| 2010/2011 | Universidad de Guadalajara | Meksyk | Liga de Ascenso  | 16    | 0      |
| 2010/2011 | CD Irapuato                | Meksyk | Liga de Ascenso  | 5     | 0      |
| 2011/2012 | Tecos UAG                  | Meksyk | Primera División |       |        |

## Kariera reprezentacyjna
W 2003 roku Martínez został powołany przez selekcjonera Eduardo Rergisa do reprezentacji Meksyku U–20 na Mistrzostwa Świata U–20 w ZEA. Podczas tych rozgrywek rozegrał dwa spotkania, a jego zespół odpadł już w fazie grupowej.